# Netín
Netín (en allemand : Nettin) est une commune du district de Žďár nad Sázavou, dans la région de Vysočina, en République tchèque. Sa population s'élevait à 373 habitants en 2020.

## Géographie
Netín se trouve à 8 km au nord-ouest de Velké Meziříčí, à 17 km au sud de Žďár nad Sázavou, à 27 km à l'est de Jihlava à 132 km au sud-est de Prague.
La commune est limitée par Zadní Zhořec et Radostín nad Oslavou au nord, par Velké Meziříčí à l'est, par Lavičky et Stránecká Zhoř au sud et par Blízkov à l'ouest.

## Histoire
La première mention écrite de la localité date de 1370.

## Administration
La commune se compose de deux quartiers :
- Netín
- Záseka

## Transports
Par la route, Netín se trouve à 9,5 km de Velké Meziříčí, à 20 km de Žďár nad Sázavou, à 31 km de Jihlava à 163 km de Prague.